# 土地乡 (眉山市)
土地乡，是中华人民共和国四川省眉山市东坡区曾经下辖的一个乡。2019年12月，撤销土地乡，将其所属行政区域划归富牛镇管辖。

## 行政区划
土地乡撤销前下辖以下地区：
土地社区、花桥村、双灯村、长虹村、荷花村、永光村和庆丰村。